# Shogo Shimohata
Shogo Shimohata (下畠 翔吾 Shimohata Shogo?), född 8 maj 1992 i Shiga prefektur, är en japansk fotbollsspelare.
Shimohata började sin karriär 2011 i Kyoto Sanga FC. 2012 blev han utlånad till Sagawa Printing. Han gick tillbaka till Kyoto Sanga FC 2013. Han spelade 94 ligamatcher för klubben. 2020 flyttade han till Iwate Grulla Morioka.